# K-바둑
K-바둑(K-Baduk)은 대한민국의 바둑 채널이다. SKY 바둑채널이라는 채널명을 썼었으나 2011년 3월부터 채널명을 SKY 바둑채널에서 K-바둑으로 변경하였다.
KT가 운영하는 채널이다.

## 채널명 변경
- SKY 바둑채널.(2002~11.2.28)
- K-바둑.(2011.3.1~현재)

## 프로그램
- BASSO배 직장인바둑대회
- 내셔널 바둑리그
- SG신성건설배 프로암리그
- K바둑 라이브
- 바둑리뷰 The Best
- 바둑 읽어주는 남자
- 바둑 톡톡톡
- 다큐엔톡 아이러브바둑
- 바둑코치 미스리
- 홍민표의 형세판단
- 홍태선의 함정수 착각수
- 김만수의 Step by Step
- 이용찬의 중반전술1,2
- 하호정의 포석홀릭
- 김대용의 그때 그 정석
- 이다혜의 끝내기달인
- 김혜민의 신수신형
- 조혜연의 창작사활
- 유경민의 명품사활
- 안달훈의 접바둑법칙
- 정다원의 바둑레시피
- 성기창의 원리바둑
- 승순선의 바둑아 놀자
- 문도원의 맥짚어주는 여자
- 한종진의 리얼사활
- 내셔널바둑리그
- 메지온배 오픈신인왕전

## IPTV 송출본사
- KT스카이라이프: 140
- KT(올레 TV): 123
- SK(B TV):	221
- LG(U+ TV): 131

## 케이블송출지역
- LG헬로비전-125
- 딜라이브-156

수도권*양천,은평,의정부시/양주시/동두천시/포천시/연천군,부천,김포
- 강원도,충남 서산시/당진시/청양군/홍성군/예산군/태안군
- 전북:정읍시/남원시/김제시/부안군/임실군/고창군/순창군
- 전남:목포시/진도군/영암군/완도군/강진군/무안군/해남군/신안군,여수시/순천시/광양시/고흥군
- 대구:푸른방송 133
- 경남:김해시/밀양시/양산시/창녕군/거창군/합천군

의창구/성산구/진해구)/의령군/함안군
마산합포구/마산회원구)/통영시/거제시/고성군
- 부산:금정,부산중,부산동,영도,부산진,해운대,기장군
- 현대HCN-서울 534 지방 514
- 경북:(포항시/영덕군/울진군/울릉군,김천시/구미시/상주시/칠곡군/성주군/고령군/군위군
- 동래구/연제구,충북 (CCS충북방송은 154
- 서경방송:409 진주시, 사천시, 남해군, 산청군, 함양군, 하동군
- 울산:123,광주동,북구:80
- 달서,달성:133 인천남구,연수구:196
- every on TV:90

## 같이 보기
- 바둑TV